# Campylocentrum pauloense
Campylocentrum pauloense es una especie de orquídea epifita originaria de Sudamérica. 

## Descripción
Es una orquídea de hábitos epífitas, monopodial con tallo alargado, cuyas inflorescencias crecen desde el nodo opuesto a la base del tallo de la hoja. Las flores tienen sépalos y pétalos libres, y nectario en la parte posterior del labio. Pertenece a la sección de especies Campylocentrum con hojas planas de ovario liso con nectario largo en comparación con el grosor.

## Distribución y hábitat
Se encuentra en Brasil en el estado de Sao Paulo.

## Taxonomía
Campylocentrum pauloense fue descrita por Hoehne & Schltr. y publicado en Arquivos de Botânica do Estado de São Paulo 1: 297. 1926.
Etimología
Campylocentrum: nombre genérico que deriva de la latinización de dos palabras griegas: καμπύλος (Kampyle), que significa "torcido" y κέντρον, que significa "punta" o "picar", refiriéndose al espolón que existe en el borde de las flores.
pauloense: epíteto geográfico que alude a su localización en Sao Paulo.